# Пољска ћирилица
Пољска ћирилица (Цырылица польска/Цырылица пољска) је назив пројеката за прављење ћириличне азбуке за пољски језик.

## Историја
Будући да је пољски словенски језик, по мишљењу неких стручњака њему доста боље одговара ћирилично писмо које и јесте сачињено за словенске језике.

## Разновидности пољске ћирилице

### Царски пројекат
Постоји много варијанти пољске ћирилице, како савремених, тако и историјских. Руски цар Николај I средином ХІХ века, у време таласа русификације у Пољском царству, намеревао је да ћирилизује пољски језик, али је претрпео неуспех. Ево примера текста том ћирилицом:
Поврóтъ Таты, пр̌езъ А. Мицкевича
Пóйдзьце о дзятки, пóйдзьце вшистке разэм
За място, подъ слупъ на взгóрэкъ,
Тамъ пр̌едъ цудовнымъ кле̨книйце образэмъ,
Побожне змóвце пацёрэкъ.
Тато не враца ранки и вечоры
Вэ Лзах го чекамъ и трводзэ;
Розлялы р̌еки, пэлнэ звер̌а боры,
И пэлно збóйцóвъ на дродзэ;-
Слыша̨цъ то дзятки бегна̨ вшистке разэмъ
За място подъ слупъ на взгóрэкъ,
Тамъ пр̌едъ цудовнымъ кле̨кая̨ образемъ,
И зачиная̨ пацёрэкъ.
Цалуя̨ земе̨, потэмъ въ Име̨ Ойца,
Сына и Духа све̨тэго,
Ба̨дзь похвалёна пр̌енайсьве̨тша Трóйца
Тэразъ и часу вшелькего.
Особености овог провописа:
- Користи се слово р̌ уместо пољског rz;
- Традиционални дореформни тврди знак (ъ) на крају већине речи;
- Пољско ó остаје неизмењено;
- Пољски «огоњек» (ogonek) чува се, и додаје се словима ћирилице;
- За пољске ć и dź користе се ць и дзь, који постоје у савременом белоруском језику.

### Савремене варијанте
Највећи проблем у вези с преводом пољског на ћирилицу су гласови који постоје само у пољском: носни самогласници а̨ и е̨. У ХІХ веку реформатори су просто пренели такозвани «огоњек» на ћирилицу, направивши 4 нова слова којих до тада није било: а̨, э̨, я̨ и е̨.
Међутим, црквенословенски језик је већ имао 4 одговарајућа стара слова за те гласове: ѧ, ѫ, ѩ и ѭ (јусови). Азбука која их користи зове се или Юсовица (Јусовица) (назив је дошао од јусова). У тој азбуци има укупно 46 слова.

#### Јусовица на основама руске азбуке
Ова верзија има 37 слова:
А Б В Г Д Е Ë Ж З И Й К Л М Н О П Р С Т У Ф Х Ц Ч Ш Щ Ъ Ы Ь Э Ю Я Ѧ Ѫ Ѩ Ѭ
Слово i кад се испред сугласника нађе у групи са другим самогласником (IA, IE, IO, IU, IĄ, IĘ) не означава посабан глас, већ мекоћу тог сугласника. У ћирилици се та група намењује одговарајућим јотованим самогласником (Я, Е, Ё, Ю, Ѭ, Ѩ). Такође се и групе JA, JE, JO, JU, JĄ, JĘ замењују јотованим самогласником. Умекшани сугласници C и DZ се не мењају у Ц и ДЗ него у Т и Д јер је то етимолошки правилније.

Акут над сугласником се преноси као меки знак иза њега (Ś, Ź, Ć, DŹ, Ń → СЬ, ЗЬ, ТЬ, ДЬ, НЬ). Иначе, сугласници са акутом се јављају само на крају речи или испред другог сугласника.

Слово Ł, које означава глас близак гласу Л, преноси се као тврдо Л, док се L третира као меко Л.

SZCZ се пренос као Щ.

У садашње време група RZ се изговара исто као Ж, али такође из етимолшких разлога не преноси се као Ж, већ се третира као умекшано Р.

С друге стране, слово Ó, које се изједначило са U, преноси се као У. Слово Y се преноси као Ы. Уколико се испред E не налази I или J оно се преноси као Э јер није јотовано.
Пример текста том ћирилицом:
| Powrót Taty, przez A. Mickiewicza | Поврут Таты, през А. Мицкевича |
| --- | --- |
| Pójdźcie o dziatki, pójdźcie wszystkie razem Za miasto, pod słup na wzgórek, Tam przed cudownym klęknijcie obrazem, Pobożnie zmówcie paciorek. Tato nie wraca ranki i wieczory we łzach go czekam i trwodze; Rozlały rzeki, pełne zwierza bory, I pełno zbójców na drodze;- Słysząc to dziatki biegną wszystkie razem Za miasto pod słup na wzgórek, Tam przed cudownym klękają obrazem, I zaczynają paciorek. Całują ziemię, potem w Imię Ojca, Syna i Ducha świętego, Bądź pochwalona przenajświętsza Trójca Teraz i czasu wszelkiego. | Пуйдьте о дятки, пуйдьте вшистке разэм За място, под слуп на взгурэк, Там пред цудовным клѩкнийте образэм, Побожне змувте патëрэк. Тато не враца ранки и вечоры вэ лзах го чекам и трводзэ; Розлялы реки, пэлнэ зверя боры, И пэлно збуйцув на дродзэ;- Слышѫц то дятки бегнѫ вшистке разэм За място под слуп на взгурэк, Там пред цудовным клѩкаѭ образэм, И зачинаѭ патëрэк. Цалуѭ земѩ, потэм в Имѩ Ойца, Сына и Духа свѩтэго, Бѫдь похвалëна пренайсвѩтша Труйца Тэраз и часу вшелькего. |